# The Lady of Shalott

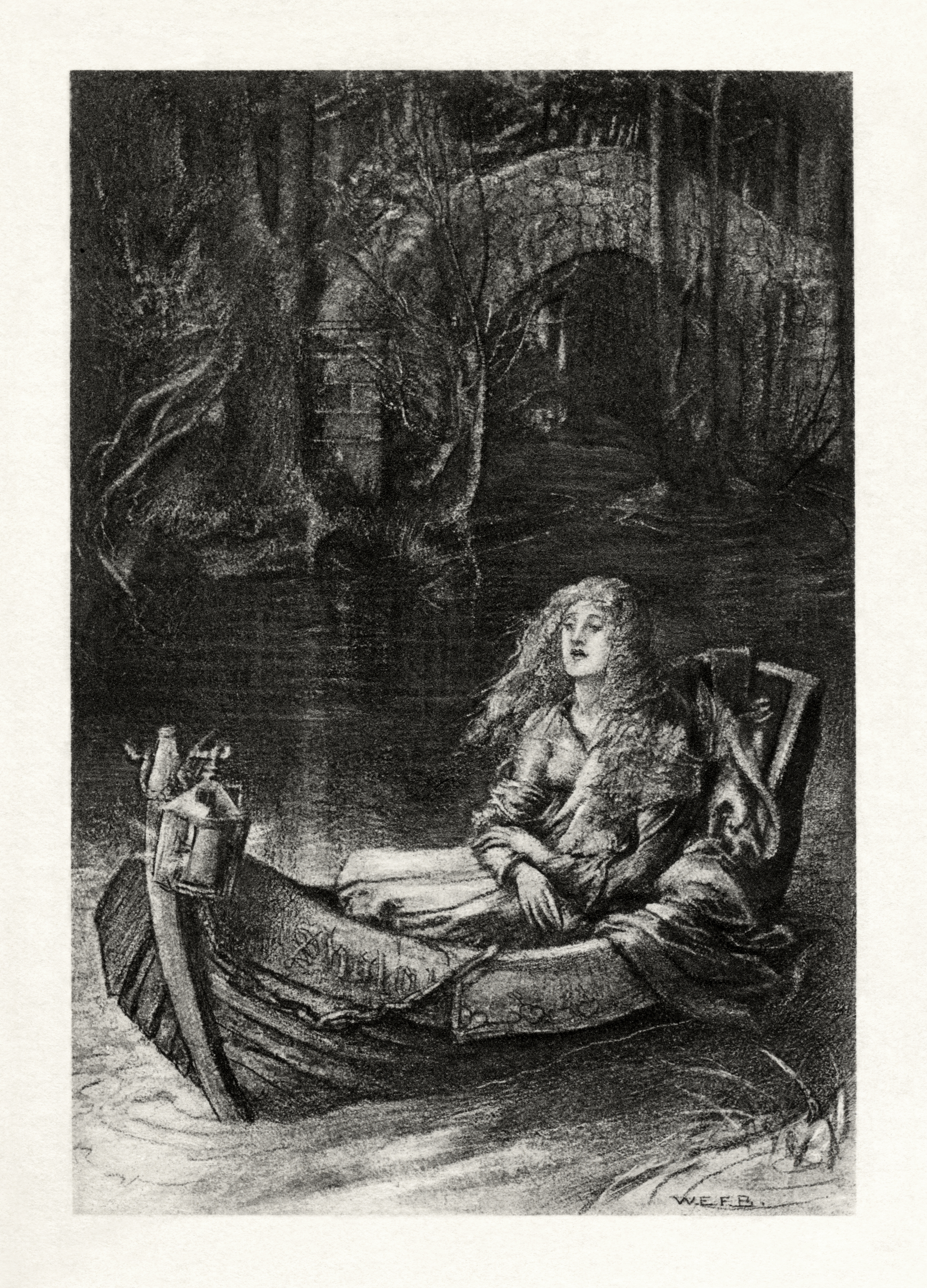
Illustration von W. E. F. Britten für eine 1901 erschienene Auflage von Tennysons Gedichten

The Lady of Shalott (deutsch Die Lady von Shalott oder Die Dame von Shalott) ist eine Ballade in vier Teilen von Alfred Tennyson über die Sagenfigur der Elaine aus dem Artusroman, die er 1832 veröffentlichte und für seine Gedichtsammlung Poems von 1842 überarbeitete. Das Thema des Gedichts ist vielfältig interpretiert worden und hat eine starke Wirkung in der bildenden Kunst sowie bei anderen Autoren entfaltet.

## Inhalt der Ballade

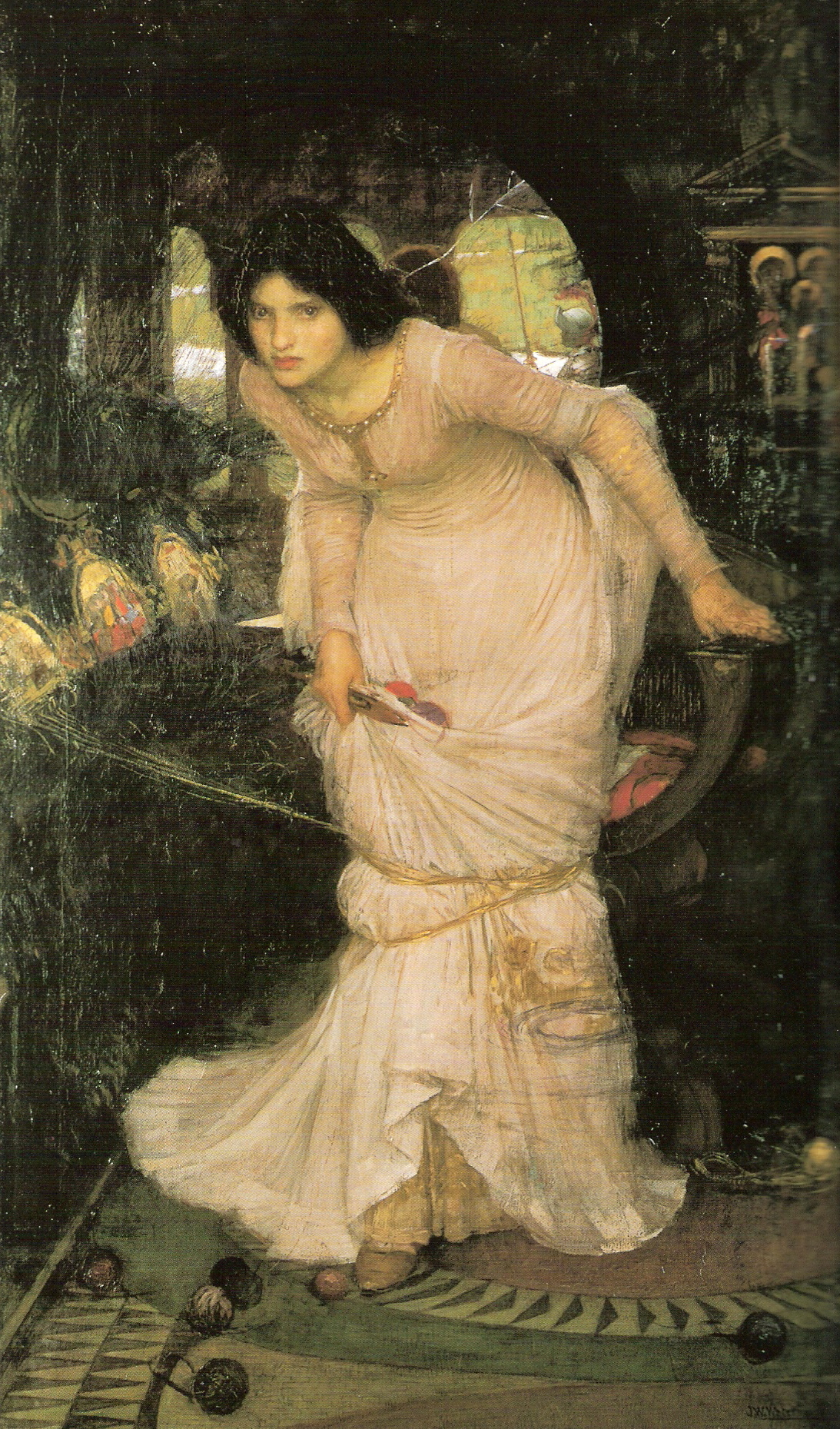
John William Waterhouse: The Lady of Shalott Looking at Lancelot, 1894

Die Lady von Shalott lebt, durch einen Zauber gefangen, in einem Turm auf einer Insel mitten im Fluss, der nach Camelot fließt. Sie lebt dort ganz allein, und nur Schnitter (reaper), die auf einem nahegelegenen Feld ernten, berichten von ihren Gesängen. Sie verwebt die Bilder, die sie sieht, wenn sie in einen magischen Spiegel schaut, in einen endlosen Teppich. Aus dem Fenster darf sie nicht schauen. Eines Tages erblickt sie den Ritter Lancelot im Spiegel, und um ihn besser sehen zu können, blickt sie aus dem Fenster und verliebt sich in ihn. In diesem Moment zerbricht der Spiegel, und ein Fluch geht in Erfüllung.
Sie besteigt ein Boot, um nach Camelot zu gelangen, auf den Bug schreibt sie ihren Namen. Die Lebenskräfte der Lady von Shalott schwinden, je weiter sie sich von der Insel entfernt. Sterbend singt sie ein letztes Lied. Das Boot treibt nach Camelot an Artus’ Hof, dort ist man betroffen und erstaunt von ihrer großen Schönheit, die man so noch nie erblickt hatte. Lancelot kann es in Worte fassen und bittet Gott, er möge der Lady von Shalott seine Gnade schenken.

## Interpretationsansätze
Zur Interpretation der Ballade gibt es verschiedene Ansätze, die sich auf die Stellung des Künstlers oder der Frau in der Gesellschaft beziehen oder das frühe Werk in den biografischen Kontext Tennysons stellen. Die Ballade ist eng verbunden mit der Entwicklung des Kunststils des Ästhetizismus in England, als deren Ikone sie gilt. Sie wird insofern als Parabel für die Seele des Künstlers verstanden, die das Potential seiner ästhetischen Produktivität nur isoliert von der Welt voll entfalten kann, so dass sie beim Verlassen des „Elfenbeinturms“ einen hohen Preis zu zahlen habe. Tennysons eigene, eher zwiespältige Haltung gegenüber den Idealen des Ästhetizismus kam auch in dem Gedicht „The Palace of Art“ (1832/1842) zum Ausdruck, das oft mit „The Lady of Shalott“ verglichen wird und worin das Ungenügen mit der reinen Kunst thematisiert wird. Später setzte sich Tennyson mit Kritik an seiner als zu moralisch geltenden späteren Dichtung in Form eines Epigramms auseinander, in dem er die Redewendung L’art pour l’art mit dem Herrscher der Hölle in Verbindung bringt.
Ein weiterer Interpretationsansatz bezieht sich auf das Frauenbild, das in der Ballade vermittelt wird. Ähnlich wie in der ästhetizistischen Parabel der Künstler, dürfe im Viktorianismus auch die Frau nur aus der abgeschotteten privaten Sphäre heraus das Weltgeschehen beobachten. Die unmittelbare Interaktion mit der Welt sei – für die dann: „gefallene“ Frau – nur um den Preis möglich, dass sie wie der schöne Leichnam der „Lady von Shalott“ selbst zu einem passiven Objekt des ästhetischen und sexuellen Begehrens werde.

## Wirkung

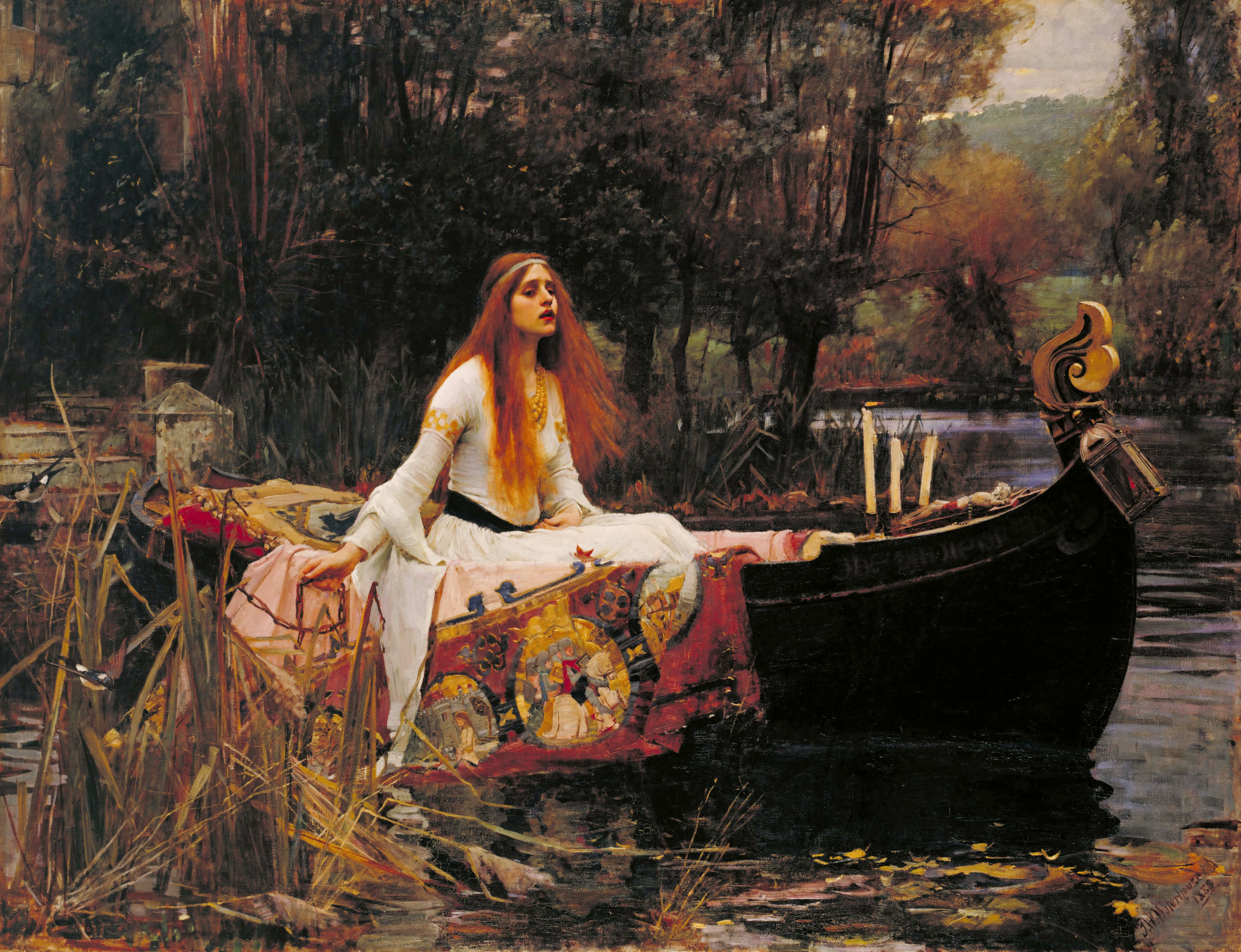
John William Waterhouse, The Lady of Shalott, 1888, Tate Britain, London

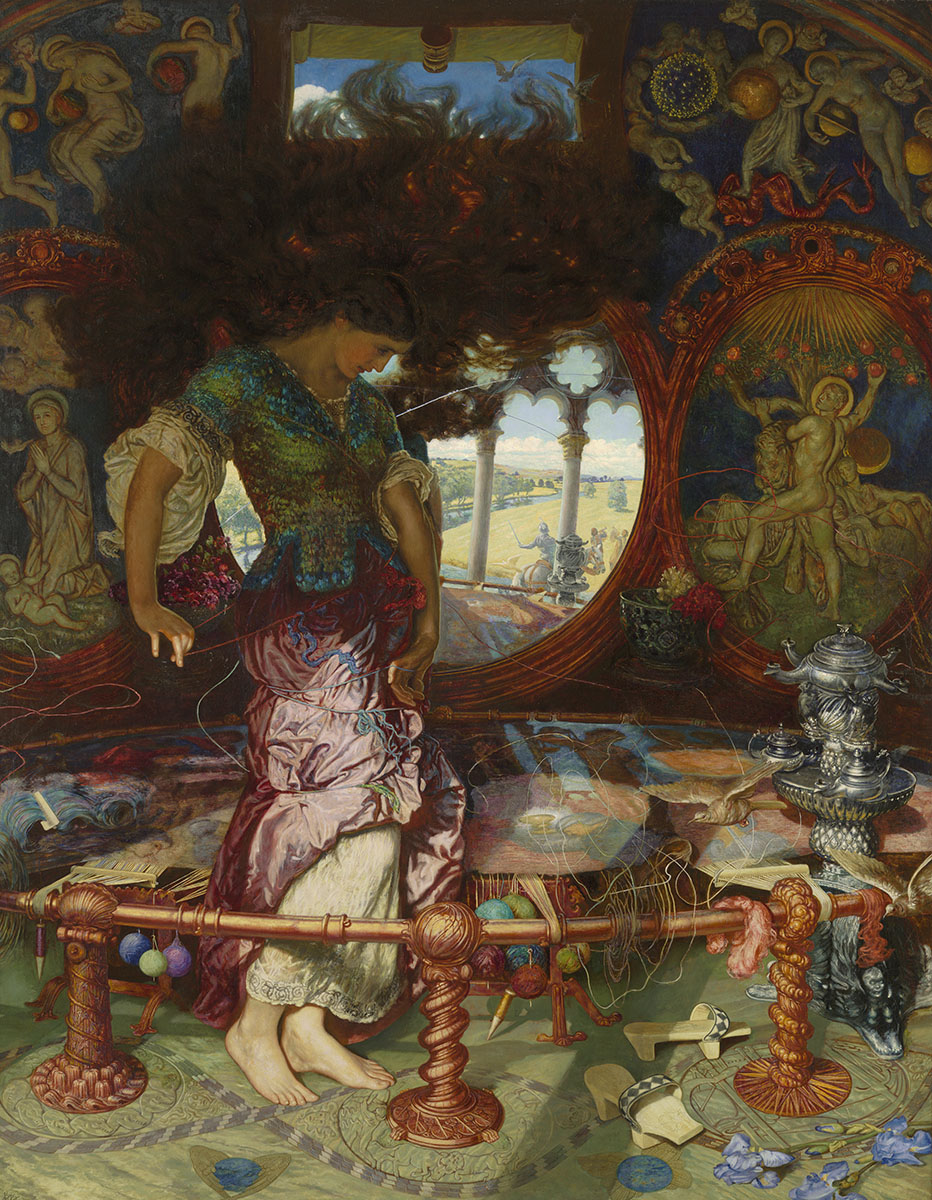
William Holman Hunt: The Lady of Shalott, 1905, Wadsworth Atheneum, Hartford, Connecticut

The Lady of Shalott inspirierte John William Waterhouse zu Gemälden im Stil der Präraffaeliten, darunter jenes mit dem gleichen Titel von 1888, das die zweite Strophe des vierten Teils (And down the river’s dim expanse…) interpretiert. Es wurde 1894 von Sir Henry Tate in der Tate Gallery of British Art in London präsentiert, wo es auch heute noch zu sehen ist, und gehört in Großbritannien zu den bekanntesten und beliebtesten Gemälden. The Lady of Shalott war im Viktorianischen Zeitalter derjenige Text, der am häufigsten zu bildlichen Darstellungen anregte, darunter auch die Maler Edward Burne-Jones, Dante Gabriel Rossetti und William Holman Hunt sowie den Illustrator Walter Crane.
Agatha Christie verwendete einen Vers aus diesem Gedicht als Titel eines ihrer Miss-Marple-Krimis: The Mirror Crack'd from Side to Side, in dem dieses Gedicht auch eine wichtige Rolle spielt, der deutsche Titel Mord im Spiegel hat keinen Bezug zum Inhalt.
Eine Anspielung auf Verse aus dieser Ballade findet sich im Titel der Kurzgeschichte Save the Reaper der Nobelpreisträgerin Alice Munro, ebenso an einer Stelle im Laufe der Geschichte. Der Hauptfigur Eve, die mit ihren Enkelkindern im Auto unterwegs ist, kommt die Zeile „Only reapers, reaping early“ in den Sinn. Gleich darauf wandelt sie diese ab: „Save the reapers, reaping early –.“ Allerdings ist der Titel von Munros Werk im Singular. Isla Duncan gelangt zu der Einschätzung, dass Munro damit auf eine weitere Zeile aus der Ballade Bezug nimmt, nämlich: „And by the moon the reaper weary“. Dies beziehe sich auf Eve, weil sie matt und müde sei.
Die erste Vertonung des Gedichts (für Mezzosopran, Chor und Orchester) wurde 1909 von dem englischen Komponisten Cyril Rootham erstellt. Musikalisch wurde der Text 1991 auch von Loreena McKennitt auf ihrem Album The Visit verarbeitet.

## Ausgaben
- The Lady of Shalott. In: Christopher Ricks (Hrsg.): The Poems of Tennyson (3 Bände). University of California Press, 1987. Band II, S. 109–113.

Es liegen mehrere Übertragungen ins Deutsche vor, darunter:
- Die Dame von Shalott. Übertragen von Ferdinand Freiligrath. In: Englische Gedichte aus neuerer Zeit. Übertragen von Ferdinand Freiligrath. J. G. Cotta’scher Verlag, Stuttgart und Tübingen 1846, S. 348–357.
- Die Dame von Shalott. Übertragen von Wilhelm Hertzberg: In: Gedichte von Alfred Tennyson. Übersetzt von W. Hertzberg. Katz, Dessau 1853, S. 65–72.
- Die Jungfrau von Schalott. Übertragen von Karl Vollheim. In: Deutsches Museum: Zeitschrift für Literatur, Kunst und öffentliches Leben. 13. Jahrgang, Band I (Januar–Juni), 1863, S. 548–552.
- Die Dame von Shalott. Übertragen von Adolf Strodtmann. In: Tennysons ausgewählte Dichtungen. Aus dem Englischen von Adolf Strodtmann. Bibliographisches Institut, Leipzig 1880, S. 27–32.